# Rudolph Jacobsen
Rudolph Jacobsen (4. april 1894 på Frederiksberg – 20. juli 1955), bedre kendt som Rud Jacobsen, var en dansk kunstmaler, der primært malede landskabsmotiver fra Sjælland og diverse interiør og portrætter. Rudolph Jacobsen hørte til den såkaldte Værløseskole, hvis kunstneriske inspiration var Hans Knudsen. Rud Jacobsens malerier er især præget af en naturalisme, hvor koloreringens betydning er sat i baggrunden for fokusset på form og formgivning.
Han var medlem af bestyrelsen for udstillingsbygningen på Charlottenborg og censor for Charlottenborg i perioden 1952-54.

## Udstillinger
- Kunstnernes Efterårsudstilling: 1915.
- Charlottenborg Forårsudstilling: 1919-55.
- Charlottenborg Efterårsudstilling: 1922, 1929, 1937, 1943, 1948 og 1955-56.